# E (音名)
E或者mi是C大調唱名的第三個音。
當計算十二平均律連同參考的A以上中音C是440 Hz，中音E的頻率大約是329.628 Hz。參見音高的相關討論。

## 十二律
E在十二律中对应姑洗。